# Cristina Castagna
Cristina Castagna àlies Grillo o Grijo, en llengua veneciana (San Quirico di Valdagno, 23 de desembre de 1977 - Broad Peak, 18 de juliol de 2009) fou una alpinista italiana, coneguda per ser la primera dona del seu país en coronar el Makalu. Morí en un accident al Broad Peak l'estiu de 2009, després d'haver fet cim.

## Orígens
Nascuda prop de Vicenza, Castagna era la més jove de quatre germans, i va començar a descobrir el muntanyisme de la mà del seu pare i el seu oncle. Va estudiar infermeria, i exercia com a tal a la secció d'urgències de l'hospital de Vicenza.
Després d'una època durant la qual se centrà en la pràctica del voleibol, quan rondava els vinc anys es va iniciar en l'escalada i l'esquí de muntanya amb el CAI (Club Alpino Italiano).

## El Grio, el grill atrapa somnis
Durant la seva infantesa, Castagna era una nena alegre i activa, fet que la feu merèixer el sobrenom de Grio (grill), que li donà el seu pare. A Castagna, que també era una àvida lectora i escriptora, li agradava tant aquest sobrenom que també l'utilitzà durant la seva vida adulta, sovint emprat junt amb el terme atrapa somnis. L'any 1999 Castagna va treballar com a infermera a Vlorë, durant la Missione Arcobaleno, una missió humanitària del govern italià a Albània.
Quan coronà el Makalu va començar a guanyar presència als mitjans de comunicació, però va continuar treballant d'infermera i dedicant el seu temps lliure a l'escalada, inicialment pel seu propi compte tot i que aviat formà part de diversos equips (Salewa AlpineXtrem). No obstant això, Castagna mai fou una alpinista professional. Com a infermera, va col·laborar amb l'associació nacional d'Alpini —veterans d'infanteria alpina de l'exèrcit italià que combateren durant la Primera i la Segona Guerra Mundial—, i també formava part del Club Alpí Italià (CAI).
Castagna destaca per ser la primera italiana a coronar el Makalu, i fins al moment de la seva mort era la dona italiana més jove en haver coronat un cim de més de vuit mil metres (el Shishapangma, al Tibet), quan tenia 27 anys. L'any 2003, durant una expedició liderada per Tarcisio Bellò i Mario Vielmo, va conèixer Giampaolo Casarotto, que seria el seu company de diverses expedicions.

## Expedició al Broad Peak i defunció

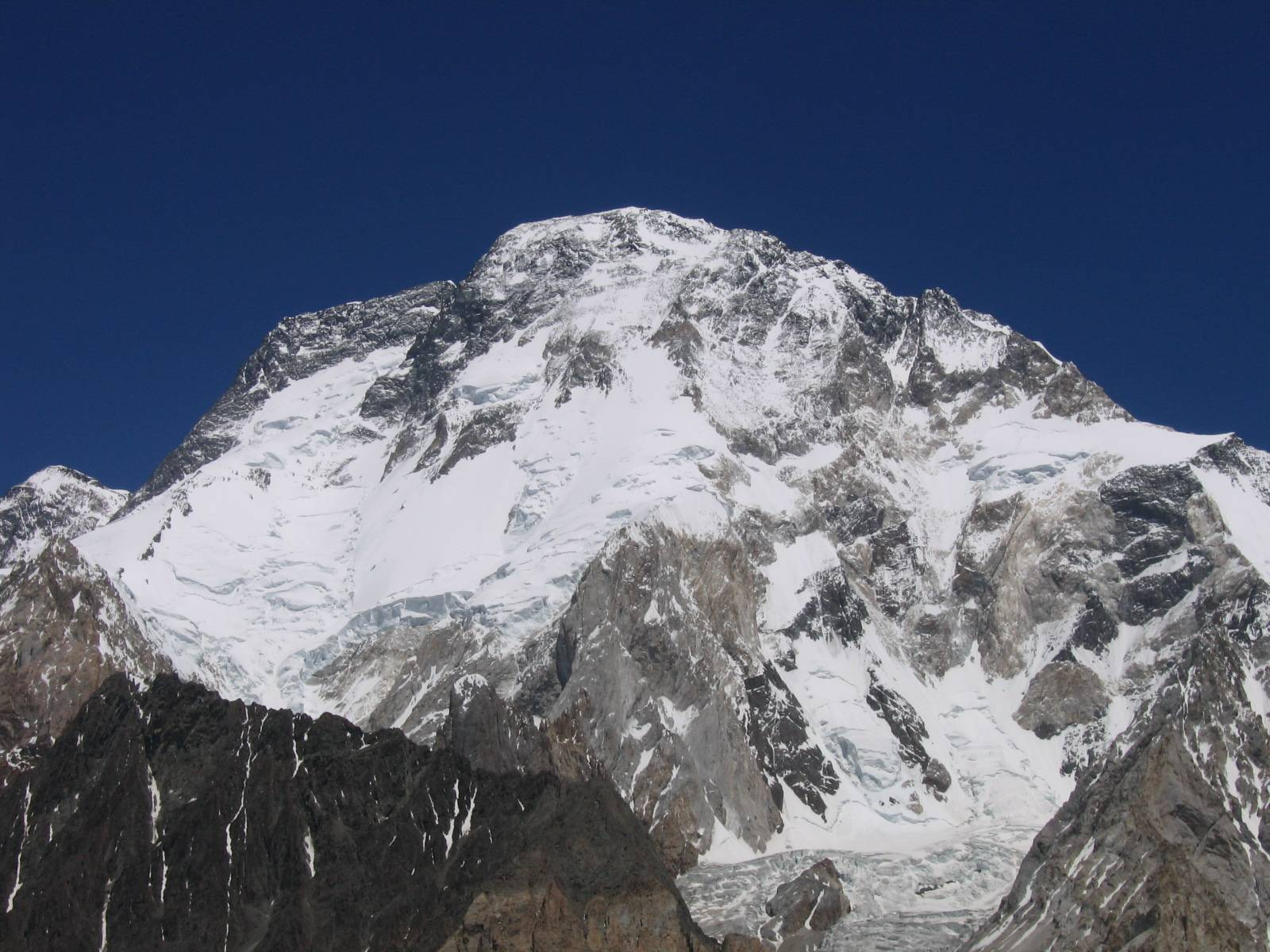
El Broad Peak

Cristina Castagna i Giampaolo Casarotto havien planificat una expedició a l'Himalaia l'any 2009, durant la qual ascendirien —per aquest ordre— el Broad Peak i el Gasherbrum I.
El 18 de juliol, Fabrizio Zangrilli, Benedikt Böhm i Sebastian Haag, de l'equip Dynafit Gore-Tex estaven escalant el Broad Peak, i havien compartit diversos moments amb Castagna i Casarotto, que havien aconseguit fer cim cap a les 3 de la tarda, malgrat les males condicions meteorològiques, que allargaren l'ascens durant prop de 10 hores.
Durant el descens, Castagna va patir una relliscada a uns 7.800 metres d'altitud i va caure muntanya avall, aturant-se al fons d'una esquerda de gel. Casarotto va poder contactar amb ella i va intentar rescatar-la, sense èxit. El cos de Castagna romania en un indret de difícil accés pels helicòpters, i d'acord amb una nota gairebé premonitòria que l'alpinista deixà abans d'iniciar l'expedició, la família va decidir no intentar un rescat, evitant posar en risc la vida d'altres alpinistes i xerpes.

## Homenatges
- Castagna fou recordada durant una sessió del Senat italià.[27][28]
- Un mes després de la seva mort, Tarcisio Bellò va coronar en solitari un cim sense nom a l'Hindu Kush i li va donar el nom de Cristina Castagna.[29][10]
- Jorge Egocheaga (company de cordada d'Iñaki Otxoa de Olza) va revelar quin fou el seu rol durant les tasques de rescat del seu company al Dhaulagiri.[30][31][32][33]
- a la Costa d'Ivori es va fundar un hospital oftalmològic especialitzat en el tractament de cataractes en honor seu.[1][10][34]

## Ascensos destacats
- 2003: Aconcagua, Argentina
- 2004: Shishapangma, Tibet
- 2005: Gasherbrum II, Karakoram, Himàlaia
- 2006: Lhotse, Nepal (no feu cim)
- 2007: Dhaulagiri, Nepal
- 2008: Makalu, Nepal-Tibet,(primera italiana en coronar-lo)[12]
- 2009: Broad Peak, Pakistan-Xina (accident mortal)[2]